# Comuna Okučani, Slavonski Brod-Posavina
Okučani este o comună în cantonul Slavonski Brod-Posavina, Croația, având o populație de 3.447 de locuitori (2011).

## Demografie
Componența etnică a comunei Okučani
     Croați (77,02%)
     Sârbi (20,77%)
     Necunoscut (0,81%)
     Neclasificat (1,07%)
Componența confesională a comunei Okučani
     Catolici (76,21%)
     Ortodocși (21,12%)
     Necunoscută (1,31%)
     Alte religii (1,36%)
Conform recensământului din 2011, comuna Okučani avea 3.447 de locuitori. Din punct de vedere etnic, majoritatea locuitorilor (77,02%) erau croați, cu o minoritate de sârbi (20,77%). Apartenența etnică nu este cunoscută în cazul a 0,81% din locuitori. Din punct de vedere confesional, majoritatea locuitorilor (76,21%) erau catolici, cu o minoritate de ortodocși (21,12%). Pentru 1,31% din locuitori nu este cunoscută apartenența confesională.